# Moondawn
Moondawn – szósty album niemieckiego twórcy muzyki elektronicznej Klausa Schulzego, wydany nakładem niemieckiej wytwórni Brain w 1976 roku, wznowiony 16 grudnia 2005 roku przez wytwórnię Revisited Records z bonusowym utworem „Floating Sequence”.

## Album

### Muzyka
Utwór „Floating” rozpoczyna się dźwiękami smyczków, na tle których recytowana jest po arabsku „Modlitwa Pańska”. Schulze stwierdził, że ten wstęp nigdy nie miał być niczym więcej niż tylko „ziemskim dodatkiem do dźwięku”. „Mindphaser” rozpoczyna się szumem przypływu kontrastującym z mitologicznymi grzmotami, po których następują syntezatorowe smyczki. W 11 minucie Schulze wprowadza trwające 14 minut solo perkusyjne, do którego wkrótce dołącza moog z różnorodnymi dźwiękami.

### Lista utworów
| 1. | Floating                       | 27:15   |
|    |                                |         |
| 2. | Mindphaser                     | 25:22   |
|    |                                |         |
| 3. | Floating Sequence bonus (2005) | 21:11   |
|    |                                |         |
|    |                                | 1:13:48 |
|    |                                |         |

### Muzycy
- Klaus Schulze – kompozycja, wykonanie, produkcja
- Harald Grosskopf – perkusja

## Opinie krytyków
Według Liberi Fatali ze Sputnikmusic Moondawn jest „prawdopodobnie ukoronowaniem osiągnięć Klausa Schulzego. Album wykorzystuje technologię, która była w czołówce w swoich czasach, ale i dziś dźwięki pochodzące z Moondawn można łatwo porównać do wielu współczesnych muzyków elektronicznych”.
Zdaniem Jima Brenholtsa z AllMusic Klaus Schulze jest „jednym z najbardziej legendarnych, najlepszych i najbardziej oryginalnych muzyków elektronicznych wszech czasów”, a reprezentujący szkołę berlińską Moondawn – „jednym z prawdziwych klasyków gatunku”.
„Prawdopodobnie najlepszy album Schulzego, Moondawn, to czysta analogowa idylla” – uważa Jake Cole ze Slant Magazine.